# Васько Артем Олександрович
Артем Олександрович Васько (нар. 7 червня 2000, Першотравенськ, Дніпропетровська область, Україна) — український футболіст, центральний захисник.

## Життєпис
Народився в Першотравенську. У ДЮФЛУ з 2013 по 2017 рік виступав за «УФК-Метал» (Харків) та «Олімпію-Азовсталь» (Маріуполь). На початку січня 2019 року перейшов до «Зорі». Починаючи з сезону 2017/18 років виступав за юнацьку (U-19) команду луганців, а починаючи з наступного сезону виступав у молодіжній команді «мужиків».
Наприкінці липня 2021 року вільним агентом перейшов у «Ниву». У футболці тернопільського клубу дебютував 18 серпня 2021 року в переможному (1:0) виїзному поєдинку кубку України проти «Ужгорода». Артем вийшов на поле в стартовому складі та відіграв увесь матч. У Першій лізі України дебютував 29 жовтня 2021 року в нічийному (1:1) виїзному поєдинку 16-го туру проти житомирського «Полісся». Артем вийшов на поле на 90-й хвилині, замінивши Андрія Різника.